# Taraxacum aclidiforme
Taraxacum aclidiforme, trajnica, vrsta maslačka iz sjeverne Europe. Finski je endem.
Vrsta je opisana u Arch. Soc. Zool. Bot. Fenn. "Vanamo" 14: 31 (1960)